# Sir Duke
"Sir Duke" é uma canção composta e cantada por Stevie Wonder, presente em seu álbum de  1976 Songs in the Key of Life. Lançada como single em 1977, a faixa ficou no topo da parada americana Billboard Hot 100 e na parada Black Singles, e atingiu o número dois na UK Singles Chart, seu maior sucesso naquele país até aquela época. Billboard a colocou em número 18 como os 100 singles mais importantes de 1977.
A canção foi escrita em tributo à Duke Ellington, a lenda do jazz que tinha falecido em 1974. A letra ainda faz referências à Count Basie, Glenn Miller, Louis Armstrong e Ella Fitzgerald.
Wonder a regravou em 1995 em seu álbum ao vivo de 1995, Natural Wonder.

## História
Wonder escreveu a canção em tributo à  Duke Ellington, líder de banda e pianista de jazz que o tinha influenciado como músico. Wonder já tinha experiências anteriores com as mortes de dois de seus ídolos, (Dinah Washington e Wes Montgomery) após tentar fazer colaborações com eles.
Após a morte de Ellington em 1974, Wonder queria escrever uma canção de reconhecimento a músicos que ele achava importante. Wonder afirmou: "Eu sabia o título desde o início mas eu queria que fosse sobre músicos que fizeram algo por nós. Eles são esquecidos rapidamente. Eu queria mostrar minha estima." Outros tributos incluem "Master Blaster" em 1980 (dedicada a   Bob Marley) e "Happy Birthday", em comemoração ao aniversário de Martin Luther King, Jr..

## Músicos
- Produzido, escrito, arranjado e composto por Stevie Wonder
- Vocais, piano elétrico e percussões por Stevie Wonder
- Trompetes por Raymond Maldonado e Steve Madaio
- Bateria por Raymond Pounds
- Baixo por Nathan East
- Guitarra solo por Mike Sembello
- Guitarra rítmica por Ben Bridges
- Saxofone alto por Hank Redd
- Saxofone tenor por Trevor Lawrence

## Performance nas paradas
| Parada (1977–78)                             | Pico posição |
| -------------------------------------------- | ------------ |
| Revista RPM (Canadá) Top 100                 | 2            |
| Estados Unidos (Billboard Hot 100)           | 1            |
| Estados Unidos (Billboard R&B/Hip-Hop Songs) | 1            |
| Reino Unido (UK Singles Chart)               | 2            |

| Parada (1977)                      | Posição |
| ---------------------------------- | ------- |
| Canada                             | 11      |
| U.S. Billboard Hot 100             | 18      |
| U.S. Billboard Adult Contemporary> | 43      |